# Embia alomatae
Embia alomatae is een insectensoort uit de familie Embiidae, die tot de orde webspinners (Embioptera) behoort. De soort komt voor in het noordoosten van het Afrotropisch gebied.
Embia alomatae is voor het eerst wetenschappelijk beschreven door Ross in 2006.